# Amor International 1987
Die Amor International 1987 im Badminton fanden Mitte April 1987 in Groningen statt.

## Finalresultate
| Disziplin    | Sieger                       | Finalist                                | Ergebnis          |
| ------------ | ---------------------------- | --------------------------------------- | ----------------- |
| Herreneinzel | Claus Overbeck               | Claus Andersen                          | 12–15, 15–6, 15–6 |
| Dameneinzel  | Eline Coene                  | Monique Hoogland                        | 11–8, 11–3        |
| Herrendoppel | Alex Meijer Pierre Pelupessy | Uun Santosa Bas von Barnau Sijthoff     | 17–14, 15–5       |
| Damendoppel  | Eline Coene Erica van Dijck  | Monique Hoogland Esther Villanueva      | 15–3, 15–7        |
| Mixed        | Alex Meijer Monique Hoogland | Bas von Barnau Sijthoff Erica van Dijck | 15–9, 8–15, 15–8  |